# Troistorrents
Troistorrents (toponimo francese) è un comune svizzero di 4 568 abitanti del Canton Vallese, nel distretto di Monthey.

## Monumenti e luoghi d'interesse

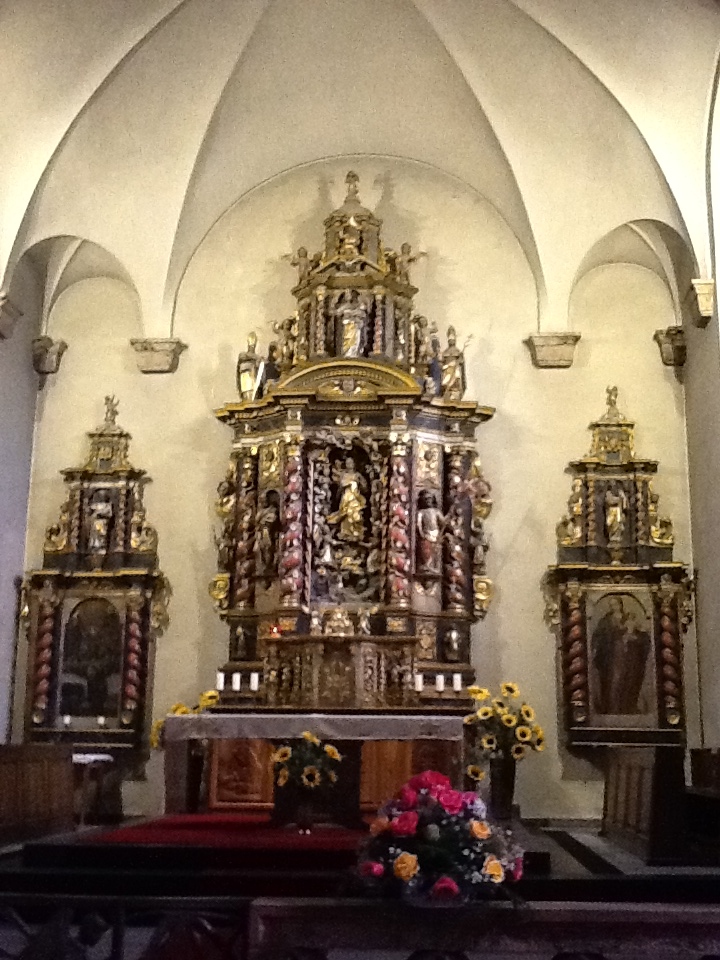
L'interno della chiesa di Santa Maria Maddalena

- Chiesa parrocchiale cattolica di Santa Maria Maddalena, eretta nel 1702[1].

## Società

### Evoluzione demografica
L'evoluzione demografica è riportata nella seguente tabella:
Abitanti censiti

## Economia

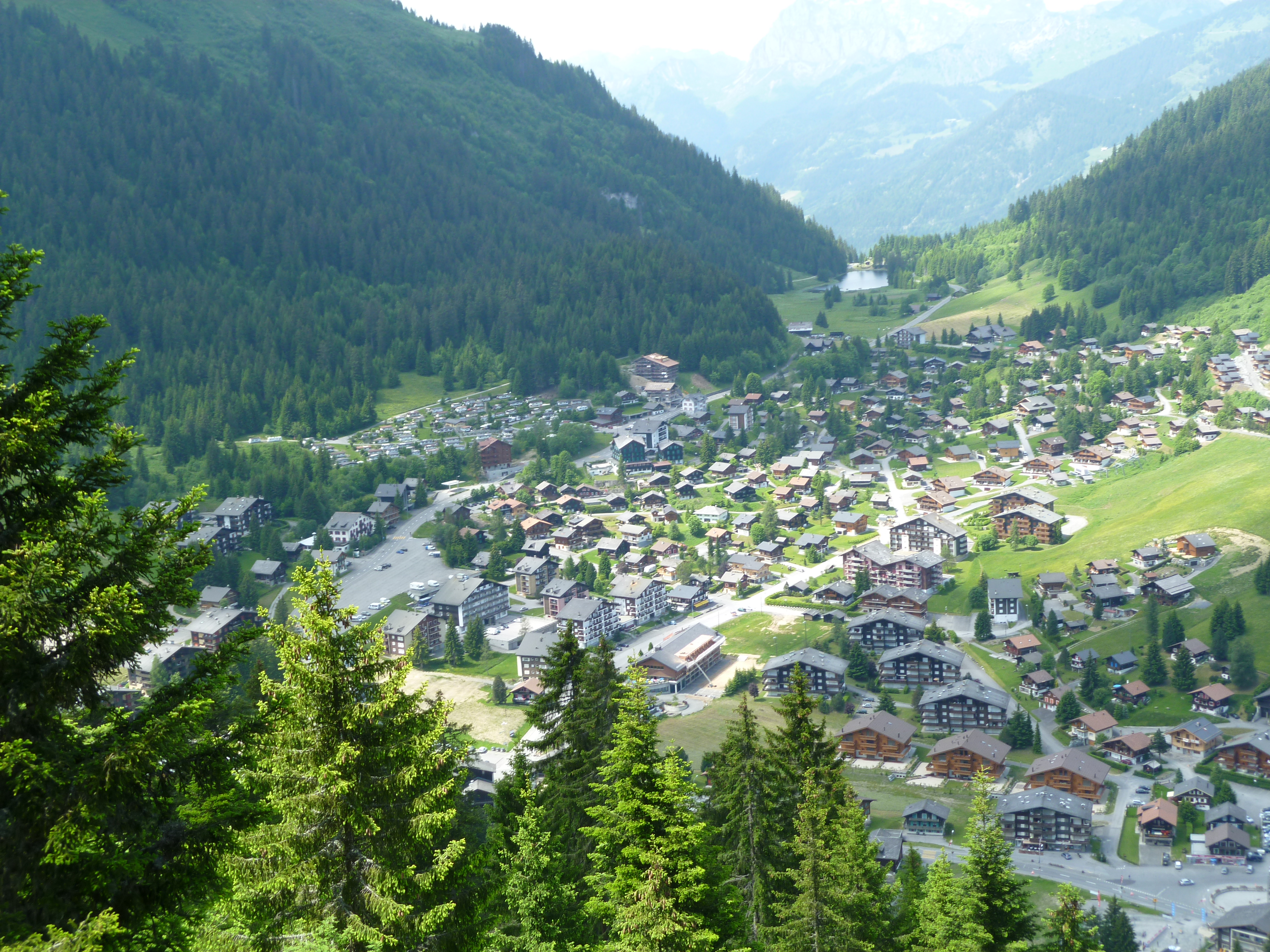
Morgins

Nel territorio comunale sorge la stazione sciistica di Morgins, parte del comprensorio Portes du Soleil, sviluppatasi a partire dagli anni 1940-1950.

## Infrastrutture e trasporti

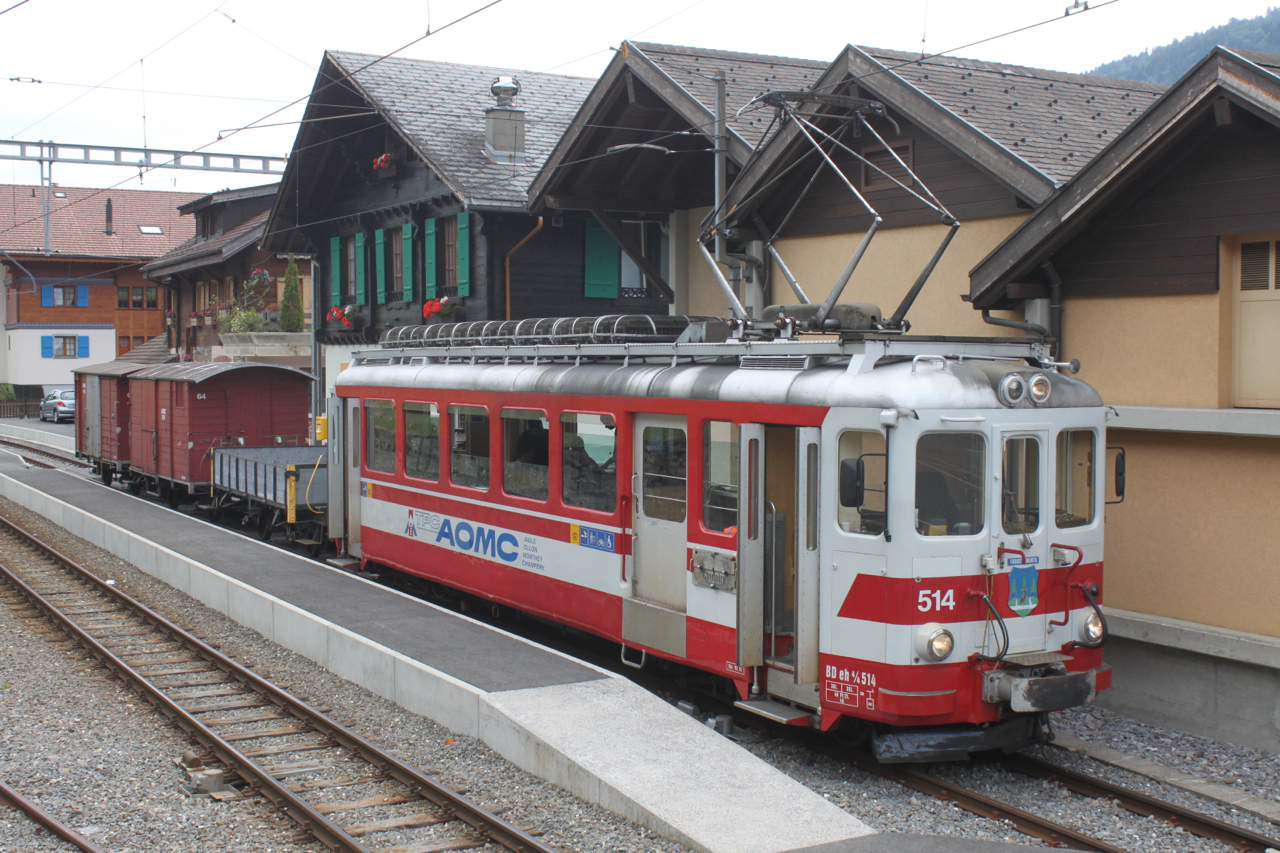
La stazione di Troistorrents

Troistorrents è servito dall'omonima stazione, sulla ferrovia Aigle-Ollon-Monthey-Champéry.

## Amministrazione
Ogni famiglia originaria del luogo fa parte del cosiddetto comune patriziale e ha la responsabilità della manutenzione di ogni bene ricadente all'interno dei confini del comune.